# Monophyllaea
Monophyllaea är ett släkte av tvåhjärtbladiga växter. Monophyllaea ingår i familjen Gesneriaceae.

## Bildgalleri

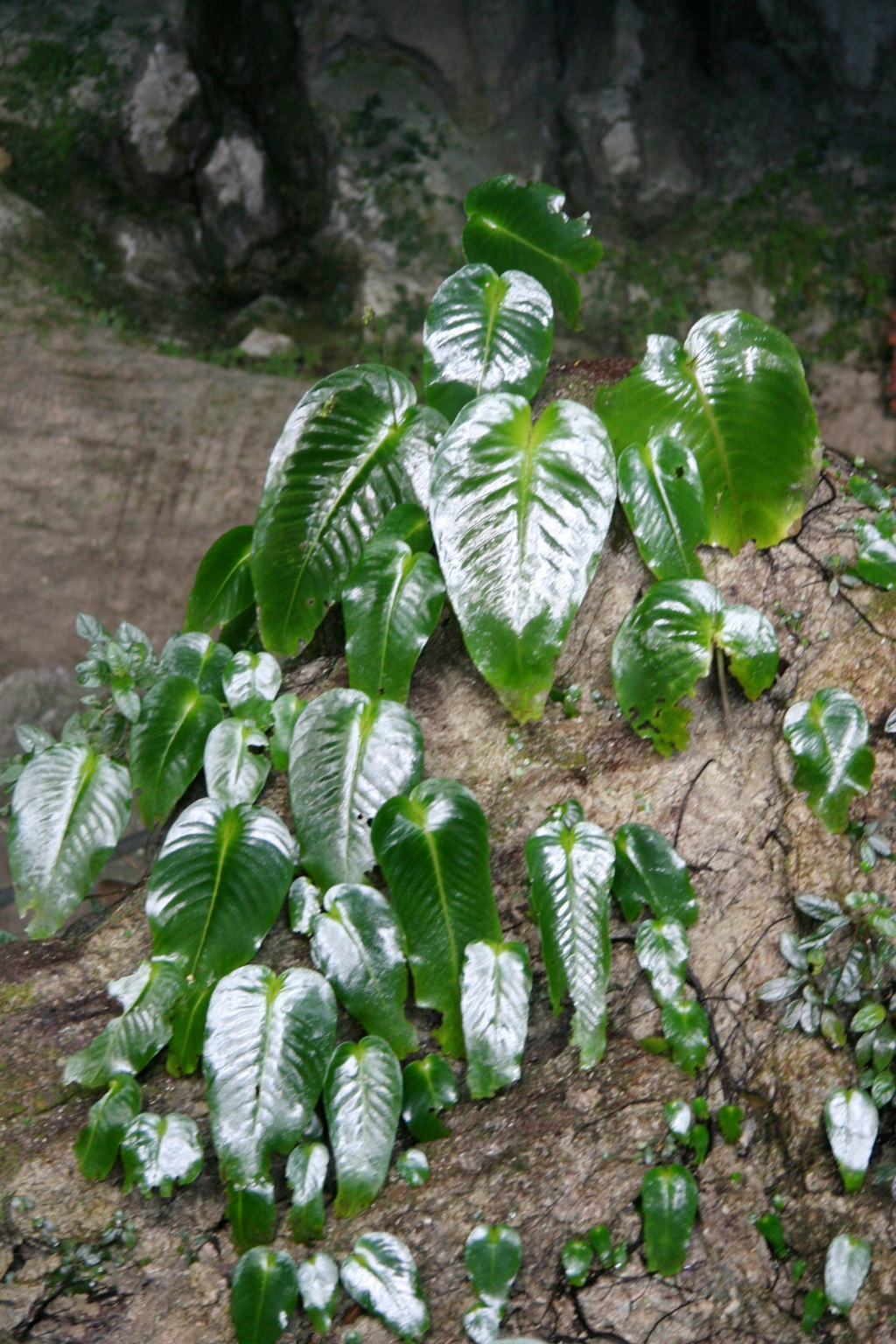
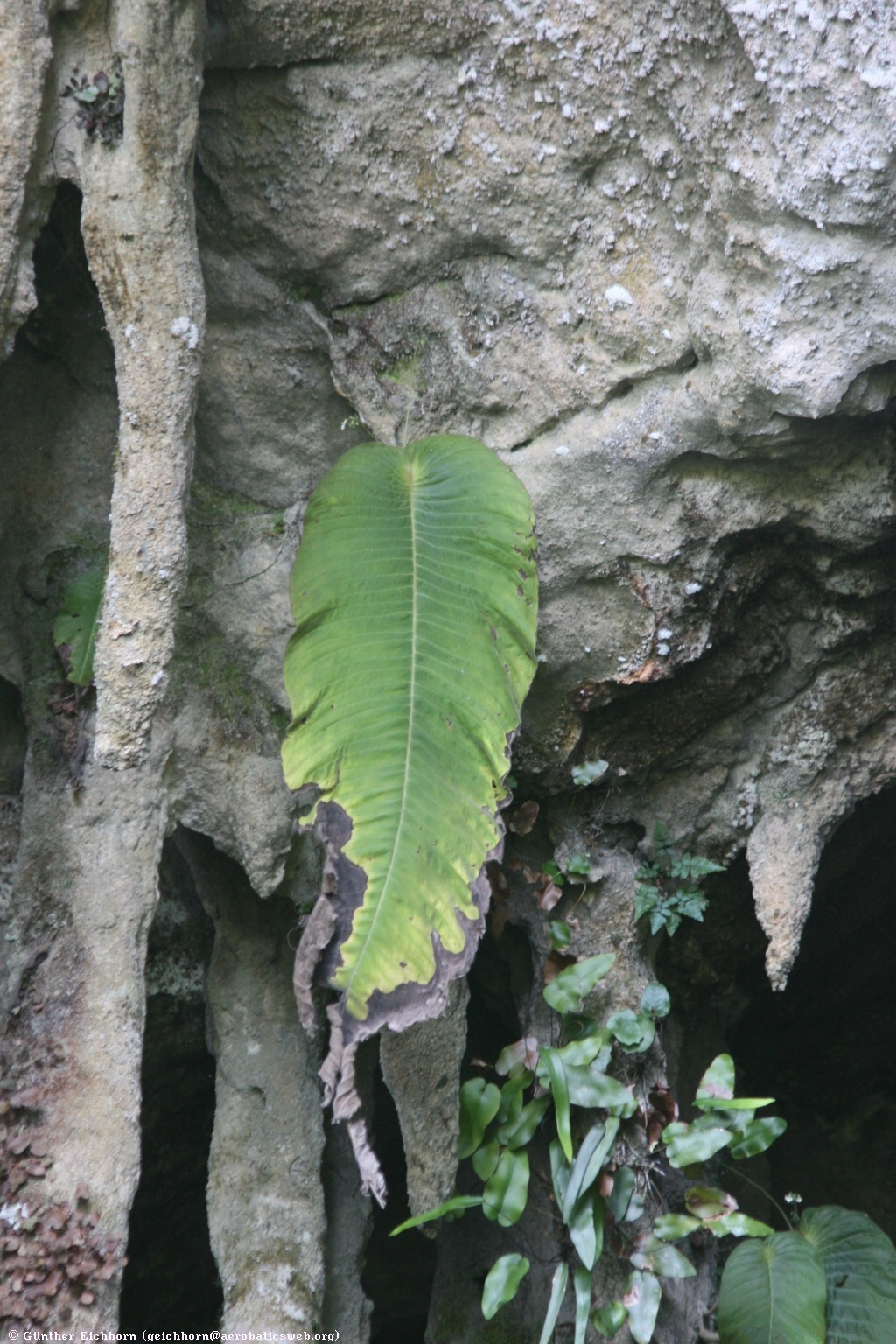

## Dottertaxa tillMonophyllaea, i alfabetisk ordning[1]
- Monophyllaea albicalyx
- Monophyllaea andersonii
- Monophyllaea anthocrena
- Monophyllaea brevipes
- Monophyllaea burttiana
- Monophyllaea caulescens
- Monophyllaea chinii
- Monophyllaea cupiflora
- Monophyllaea elongata
- Monophyllaea eymae
- Monophyllaea fissilis
- Monophyllaea furcipila
- Monophyllaea glabra
- Monophyllaea glandulosa
- Monophyllaea glauca
- Monophyllaea hendersonii
- Monophyllaea hirtella
- Monophyllaea hirticalyx
- Monophyllaea horsfieldii
- Monophyllaea hottae
- Monophyllaea insignis
- Monophyllaea kostermansii
- Monophyllaea leuserensis
- Monophyllaea longipes
- Monophyllaea merrilliana
- Monophyllaea musangensis
- Monophyllaea papuana
- Monophyllaea pendula
- Monophyllaea ramosa
- Monophyllaea sarangica
- Monophyllaea selaborensis
- Monophyllaea singularis
- Monophyllaea stellata
- Monophyllaea tenuis
- Monophyllaea tetrasepala
- Monophyllaea wildeana